# Adelheid van Bourgondië (870-929)
Adelheid van Auxerre (nadien ook genoemd Adelheid van Bourgondië) (geboren in 870 - gestorven in 929) was gravin van Auxerre, en door haar huwelijk in 888 met Richard I van Bourgondië, de eerste hertogin van Bourgondië.

## Afstamming
Zij stamt af van het Beierse huis der Welfen, een van oorsprong Frankisch adellijk geslacht. 
Ze was de dochter van Koenraad II van Auxerre (ook genoemd van Bourgondië) (835 – 876), graaf van Parijs, graaf van Auxerre en markies van Transjuranië, en Waltrade van Wormsgouw.
Haar oudere broer Rudolf wordt in 888 koning Rudolf I van Opper-Bourgondië.

## Huwelijk en nageslacht
Adelheid huwt in 888 met Richard, toen graaf van Autun.  Als huwelijksschat biedt ze hem het graafschap Auxerre aan. Door de verdere acquisities door haar echtgenoot kan ze nog de titels van gravin van Nevers, van Troyes en van Sens toevoegen.  Door de fusie van verschillende graafschappen wordt ze de eerste markiezin en, vanaf 921, de eerste hertogin van Bourgondië.
Het echtpaar krijgt vijf kinderen: 
- Rudolf (v.890-936), hertog van Bourgondië, lekenabt van Sint-Germanus van Auxerre en van Sainte-Colombe te Saint-Denis-lès-Sens (921–923), nadien koning der Franken (923–936);
- Hugo (891–952), hertog van Bourgondië, graaf van Outre-Saône (923–952) et van Mâcon (927–952), en markies van Provence (936–952);
- Boso (895–935), lekenabt van de abdij van Sint-Pieter van Moyenmoutier en van Remiremont in de Vogezen;
- Irmgarde, hertogin van Bourgondië, gehuwd met Giselbert van Chalon, graaf van Dijon, Beaune et Chalon, nadien hertog van Bourgondië, en
- Adelheid, gehuwd met Reinier (?-932), graaf van Henegouwen

Na de dood van haar man trok Adelheid zich terug in het klooster van Romainmôtier, dat ze van haar broer Rudolf had gekregen en dat ze in 929 bij haar dood schonk aan de abdij van Cluny.

## Voorouders
| Voorouders van Adelheid van Bourgondië (870–929) | Voorouders van Adelheid van Bourgondië (870–929)                     | Voorouders van Adelheid van Bourgondië (870–929)                     | Voorouders van Adelheid van Bourgondië (870–929) | Voorouders van Adelheid van Bourgondië (870–929) |                                                  |
| ------------------------------------------------ | -------------------------------------------------------------------- | -------------------------------------------------------------------- | ------------------------------------------------ | ------------------------------------------------ | ------------------------------------------------ |
| Overgrootouders                                  | Welf van Altdorf (–) ∞ Eigilwich (–)                                 | Hugo van Tours (775–837) ∞ Ava van Morvois (–839)                    | ? (–) ∞ ? (–)                                    | ? (–) ∞ ? (–)                                    |                                                  |
| Grootouders                                      | Koenraad I van Auxerre (800–863) ∞ 1180 Adelheid van Tours (–na 866) | Koenraad I van Auxerre (800–863) ∞ 1180 Adelheid van Tours (–na 866) | ? (–) ∞ ? (–)                                    | ? (–) ∞ ? (–)                                    |                                                  |
| Ouders                                           | Koenraad II van Auxerre (835–876) ∞ Waldrada (–)                     | Koenraad II van Auxerre (835–876) ∞ Waldrada (–)                     | Koenraad II van Auxerre (835–876) ∞ Waldrada (–) | Koenraad II van Auxerre (835–876) ∞ Waldrada (–) | Koenraad II van Auxerre (835–876) ∞ Waldrada (–) |